# Beata Kosowska-Gąstoł
Beata Kosowska-Gąstoł (ur. 1972) – polska politolożka, doktor habilitowana nauk społecznych, profesor uczelni Uniwersytetu Jagiellońskiego. Wykładowczyni w Instytucie Nauk Politycznych i Stosunków Międzynarodowych UJ.

## Kariera naukowa
28 września 2001 uzyskała na Wydziale Prawa i Administracji UJ stopień doktora nauk humanistycznych w dyscyplinie nauk o polityce na podstawie pracy Europejska Unia Demokratyczna – organizacja i doktryna, której promotorem był Andrzej Zięba. 24 lutego 2015 r. uzyskała w tej samej dyscyplinie habilitację na Wydziale Studiów Międzynarodowych i Politycznych UJ na podstawie dorobku naukowego i rozprawy Europejskie partie polityczne jako organizacje wielopoziomowe. Rozwój, struktury, funkcje.
W macierzystym instytucie należy do zespołu Katedry Współczesnych Systemów Politycznych i Partyjnych.